# Cordylodiplosis molliterga
Cordylodiplosis molliterga är en tvåvingeart som beskrevs av Gagne 1973. Cordylodiplosis molliterga ingår i släktet Cordylodiplosis och familjen gallmyggor.
Artens utbredningsområde är Florida. Inga underarter finns listade i Catalogue of Life.